# Convair X-11
Convair X-11 – zaprojektowany przez amerykańską firmę Convair rakietowy pocisk balistyczny, początkowo oznaczony jako Convair XSM-16A, będący pierwszą platformą testową dla międzykontynentalnego pocisku balistycznego Atlas, stąd często spotykane oznaczenie pocisku jako Atlas A. Poprzednik pocisku Convair X-12 będącego drugą, bardziej zaawansowaną platformą testową programu Atlas.
Łącznie zbudowano 12 egzemplarzy pocisków X-11 i wszystkie one zostały użyte w okresie od 11 czerwca 1957 do 3 czerwca 1958 roku. Pierwsze trzy X-11 testowano statycznie na ziemi, a pozostałe wystrzelono. Egzemplarze 4 i 6 zostały zniszczone podczas startu w eksplozjach na platformie startowej, ale starty pozostałych siedmiu zakończyły się sukcesem.